# Boa Esperança (Paraná)
Boa Esperançaè un comune del Brasile nello Stato del Paraná, parte della mesoregione del Centro Ocidental Paranaense e della microregione di Goioerê.